# Rosina Pagã
Rosina Pagã, nome artístico de Rosina Cozollino (Itararé, 10 de julho de 1919 — Los Angeles, 3 de fevereiro de 2014) foi uma cantora brasileira. Sua irmã, Elvira Pagã, também foi uma cantora, com quem formou um duo musical, chamado Irmãs Pagãs.

## Filmografia
| Ano  | Título                   | Personagem    | Notas          |
| ---- | ------------------------ | ------------- | -------------- |
| 1936 | Cidade-Mulher            | Vedete        |                |
| 1936 | Alô Alô Carnaval         | Vedete        |                |
| 1937 | O Bobo do Rei            | Vedete        |                |
| 1939 | Aves Sem Ninho           | Dora          |                |
| 1939 | Favela                   | Dançarina     | Curta-metragem |
| 1940 | Laranja da China         | Cantora       |                |
| 1943 | Caminho do Céu           | Sônia Lacerda |                |
| 1949 | Calabacitas tiernas      | Rosina        | Filme Mexicano |
| 1950 | La liga de las muchachas | —             | Filme Mexicano |
| 1950 | El amor no es negocio    | Ermendira     | Filme Mexicano |
| 1958 | Musica y Dinero          | —             | Filme Mexicano |